# Deniz Burnham
Deniz Burnham (1 de outubro de 1985) é uma Tenente da Marinha dos Estados Unidos, ex estagiária da e, atualmente, astronauta da NASA.

## Vida pessoal
Deniz Burnham nasceu na Base aérea de İncirlik, em Adana, Turquia, tendo mudado-se diversas vezes em sua infância. Eventualmente, Burnham mudou-se para Fairfield, formando-se na Vanden High School [en]. Em 2007, Burnham formou-se na Universidade da Califórnia em San Diego com um bacharelado em engenharia química. Em 2017, ela formou-se na Universidade do Sul da Califórnia com um mestrado em engenharia mecânica. Durante sua graduação, Burnham trabalhou como estagiária no Centro de Pesquisa Ames. Burnham atualmente mora em Wasilla, Alasca, com seu noivo Shaun Little. Burnham tem uma licença de piloto privado, como também pontuação com helicópteros e o uso de instrumentos.

## Carreira
Por mais de uma década Burnham liderou operações de perfuração petrolífera em alto mar em diversos locais pelos Estados Unidos e Canadá. Ela atualmente trabalha na Reserva da Marinha dos Estados Unidos como oficial executivo da unidade de operações dos estaleiros navais em Alameda.

## NASA
No dia 6 de dezembro de 2021, foi revelado que Burnham é uma dos candidatos selecionados como parte do Grupo 23 de Astronautas da NASA. Foi oficializada como astronauta no dia 5 de março de 2024.